# European Football League 2001
Die European Football League 2001 war die 15. Saison der European Football League und wurden ähnlich wie im Vorjahr durchgeführt. Neben einer Northern League und einer Southern League waren weitere Teams in kleineren Divisionen zusammengefasst. In diesen verschiedenen Qualifikationsspielen wurden die Teilnehmer für das Viertelfinale ausgespielt. Nach dem Rückzug Oslos gab es die Situation, dass alle Teilnehmer der Northern und der Southern League unabhängig vom sportlichen Abschneiden am Viertelfinale teilnahmen.
Aus Deutschland nahm im Jahr 2001 kein Verein an der European Football League teil. Österreich schickte die Vienna Vikings und die Tyrolean Raiders ins Rennen, die im Viertelfinale zum direkten Duell aufeinander trafen. Für die Schweiz traten wie schon in den vergangenen Jahren die St. Gallen Vipers an.

## Qualifikationsrunde

### Northern League
Wegen des Rückzugs der Oslo Vikings qualifizierten sich die Stockholm Mean Machines kampflos für das Viertelfinale.

### Southern League
| Heim              | Ergebnis | Gast              |
| ----------------- | -------- | ----------------- |
| Bergamo Lions     | 35:0     | Tyrolean Raiders  |
| Tyrolean Raiders  | 34:35    | Bergamo Lions     |
| St. Gallen Vipers | 9:45     | Tyrolean Raiders  |
| Tyrolean Raiders  | 6:22     | St. Gallen Vipers |
| St. Gallen Vipers | 14:55    | Bergamo Lions     |
| Bergamo Lions     | 49:0     | St. Gallen Vipers |

|    | Verein            | Sp | Punkte | TD     | Diff. |
| -- | ----------------- | -- | ------ | ------ | ----- |
| 1. | Bergamo Lions     | 4  | 8:0    | 174:48 | +126  |
| 2. | Tyrolean Raiders  | 4  | 2:6    | 85:101 | −16   |
| 3. | St. Gallen Vipers | 4  | 2:6    | 45:155 | −110  |

### Division 1
| Heim                  | Ergebnis | Gast                  |
| --------------------- | -------- | --------------------- |
| London O’s            | 0:22     | Flash de La Courneuve |
| Flash de La Courneuve | 41:13    | London O’s            |

### Division 2
| Heim            | Ergebnis | Gast            |
| --------------- | -------- | --------------- |
| Bolzano Giants  | 12:20    | Ancona Dolphins |
| Ancona Dolphins | 21:12    | Bolzano Giants  |
| Vienna Vikings  | 28:12    | Bolzano Giants  |
| Bolzano Giants  | 13:54    | Vienna Vikings  |
| Ancona Dolphins | 14:21    | Vienna Vikings  |
| Vienna Vikings  | 49:7     | Ancona Dolphins |

|    | Verein          | Sp | Punkte | TD     | Diff. |
| -- | --------------- | -- | ------ | ------ | ----- |
| 1. | Vienna Vikings  | 4  | 8:0    | 152:46 | +106  |
| 2. | Ancona Dolphins | 4  | 4:4    | 62:94  | −32   |
| 3. | Bolzano Giants  | 4  | 0:8    | 49:123 | −74   |

### Division 3
Wegen des Rückzugs der Aix-en-Provence Argonautes qualifizierten sich die Badalona Drags kampflos für das Viertelfinale.

## Play-offs

### Viertelfinale
| Heim               | Ergebnis | Gast                    |
| ------------------ | -------- | ----------------------- |
| Badalona Drags     | 52:72    | Stockholm Mean Machines |
| Vienna Vikings     | 34:33    | Tyrolean Raiders        |
| La Courneuve Flash | 62:0     | St. Gallen Vipers       |
| Bergamo Lions      | 34:14    | Ancona Dolphins         |

### Halbfinale
|  |               |  |                       |                           |               |  |  |
|  | 16. Juni 2001 |  | Flash de La Courneuve | \| \| 12 : 28 \| \| \| \| | Bergamo Lions |  |  |
|  | 16. Juni 2001 |  | Flash de La Courneuve |                           | Bergamo Lions |  |  |
|  | 12 : 28       |  |                       |                           |               |  |  |
|  |               |  |                       |                           |               |  |  |

|  |                    |  |                |                           |                         |  |  |
|  | Wien 17. Juni 2001 |  | Vienna Vikings | \| \| 23 : 14 \| \| \| \| | Stockholm Mean Machines |  |  |
|  | Wien 17. Juni 2001 |  | Vienna Vikings |                           | Stockholm Mean Machines |  |  |
|  | 23 : 14            |  |                |                           |                         |  |  |
|  |                    |  |                |                           |                         |  |  |

### Eurobowl
|                                    |                             |  | Eurobowl XV    |                           |               |  |                             |
|                                    | Wien 7. Juli 2001 17:30 Uhr |  | Vienna Vikings | \| \| 11 : 28 \| \| \| \| | Bergamo Lions |  | Hohe Warte Zuschauer: 6.500 |
| (3:0, 0:7, 8:7, 0:14) Spielbericht | Wien 7. Juli 2001 17:30 Uhr |  | Vienna Vikings |                           | Bergamo Lions |  | Hohe Warte Zuschauer: 6.500 |
|                                    | 11 : 28                     |  |                |                           |               |  |                             |
|                                    |                             |  |                |                           |               |  |                             |